# Homo Deus: Lược sử tương lai
Homo Deus: Lược sử tương lai (tiếng Do Thái: ההיסטוריה של המחר, tiếng Anh: Homo Deus: A Brief History of Tomorrow) là một cuốn sách được viết bởi tác giả người Israel Yuval Noah Harari, giáo sư tại Đại học Do Thái ở Jerusalem. Cuốn sách được xuất bản lần đầu bằng tiếng Do Thái vào năm 2015 bởi Nhà xuất bản Dvir; được dịch sang tiếng Anh và xuất bản tại Vương quốc Anh vào tháng 9 năm 2016 và tại Mỹ vào tháng 2 năm 2017.
Tương tự cuốn sách trước đó, Sapiens: Lược sử loài người, Harari kể lại tiến trình lịch sử loài người thông qua mô tả các sự kiện và trải nghiệm của cá nhân con người, cùng với các vấn đề đạo đức liên quan đến cuộc khảo sát lịch sử của ông. Tuy nhiên, Homo Deus (từ tiếng Latin "Homo" có nghĩa là con người và "Deus" có nghĩa là Chúa) đề cập nhiều hơn đến những khả năng mà con người có được (Homo sapiens) trong suốt quá trình tồn tại và quá trình tiến hóa  với tư cách là loài thống trị trên thế giới. Cuốn sách mô tả những khả năng và thành tựu hiện tại của nhân loại cũng như nỗ lực vẽ nên một bức tranh về tương lai. Nhiều vấn đề triết học được thảo luận như chủ nghĩa nhân văn, chủ nghĩa cá nhân, chủ nghĩa xuyên nhân loại, và cái chết.

## Tóm tắt
Cuốn sách đặt ra mục tiêu xem xét các khả năng về tương lai của Homo sapiens. Tác giả đặt tiền đề rằng trong thế kỷ 21, nhân loại có thể sẽ thực hiện một nỗ lực đáng kể để đạt được hạnh phúc, sự bất tử và sức mạnh giống như Chúa. Xuyên suốt cuốn sách, Harari công khai suy đoán nhiều cách khác nhau để tham vọng này có thể được thực hiện trong tương lai dựa trên quá khứ và hiện tại.

### Phần 1: Homo sapiens chinh phục thế giới
- Phần đầu tiên của cuốn sách khám phá mối quan hệ giữa con người và các loài động vật khác, điều gì đã dẫn đến sự thống trị của loài trước đối với loài sau.

### Phần 2: Homo sapiens mang lại ý nghĩa cho thế giới
- Kể từ cuộc cách mạng ngôn ngữ khoảng 70.000 năm trước, con người đã sống trong một "thực thể liên chủ quan", chẳng hạn như các quốc gia, biên giới, tôn giáo, tiền bạc và công ty, tất cả đều được tạo ra để cho phép hợp tác linh hoạt, quy mô lớn giữa các cá nhân khác nhau. Con người bị tách biệt khỏi các loài động vật khác bởi khả năng tin vào những cấu trúc liên chủ thể này, vốn chỉ tồn tại trong tâm trí con người và được tiếp thêm sức mạnh thông qua niềm tin tập thể.
- Khả năng to lớn của con người trong việc mang lại ý nghĩa cho hành động và suy nghĩ của mình là điều đã mang lại nhiều thành tựu cho loài người.
- Harari cho rằng chủ nghĩa nhân văn là một hình thức tôn giáo tôn thờ loài người thay vì thần thánh. Nó đặt loài người và những ham muốn của nó lên hàng đầu trên thế giới, trong đó con người được coi là sinh vật thống trị. Những người theo chủ nghĩa nhân văn tin rằng đạo đức và giá trị bắt nguồn từ bên trong mỗi cá nhân, chứ không phải từ nguồn bên ngoài. Trong thế kỷ 21, Harari tin rằng chủ nghĩa nhân văn có thể thúc đẩy con người tìm kiếm sự bất tử, hạnh phúc và quyền lực.

### Phần 3: Homo sapiens mất kiểm soát
- Sự phát triển công nghệ đã đe dọa khả năng liên tục của con người trong việc mang lại ý nghĩa cho cuộc sống của họ; Harari gợi ý khả năng thay thế loài người bằng siêu nhân, hay "homo deus" (người thần thánh) được ban tặng những khả năng như cuộc sống vĩnh cửu .
- Chương cuối gợi ý khả năng con người là thuật toán và do đó, Homo sapiens có thể không chiếm ưu thế trong một vũ trụ nơi dữ liệu lớn trở thành mô hình. Khi con người hấp thụ nhiều dữ liệu hơn, họ sẽ sử dụng nhiều thuật toán hơn và xử lý dữ liệu hiệu quả hơn, điều này mang lại cho con người những cảm xúc sâu sắc hơn và khả năng trí tuệ vượt trội. Tuy nhiên, dữ liệu ngày càng tăng nhanh chóng cuối cùng có thể tiêu thụ con người theo nghĩa là không còn gì ban đầu tạo nên con người chúng ta và khiến con người trở nên lỗi thời.
- Cuốn sách kết thúc bằng câu hỏi sau dành cho người đọc: "Điều gì sẽ xảy ra với xã hội, chính trị và đời sống hằng ngày khi các thuật toán phi ý thức nhưng trí tuệ cao biết ta rõ hơn ta biết chính mình?" [1]

## Giải thưởng và vinh danh
- Tạp chí Time đã liệt kê Homo Deus là một trong10 cuốn sách phi hư cấu hay nhất năm 2017.[2]
- Wellcome đưa Homo Deus vào danh sách sơ khảo cho Giải thưởng Sách năm 2017 của họ.[3]

## Đón nhận
Homo Deus đã được điểm sách và thảo luận trên The New York Times, The Guardian, The Economist, The New Yorker, NPR, Financial Times, và Times Higher Education.  
Trang web tổng hợp đánh giá Book Marks báo cáo rằng 43% nhà phê bình dành cho cuốn sách một bài đánh giá "tuyệt vời", trong khi những nhà phê bình còn lại bày tỏ ấn tượng "tích cực" (29%) hoặc "hỗn hợp" (29%), dựa trên trên một mẫu gồm bảy đánh giá.
Bài hát "Homo Deus" của Steve Aoki trong album Neon Future IV được đặt theo tên cuốn sách và có phần tường thuật của Harari về cuốn sách nói.